# 進擊的鼓手獲獎與提名列表

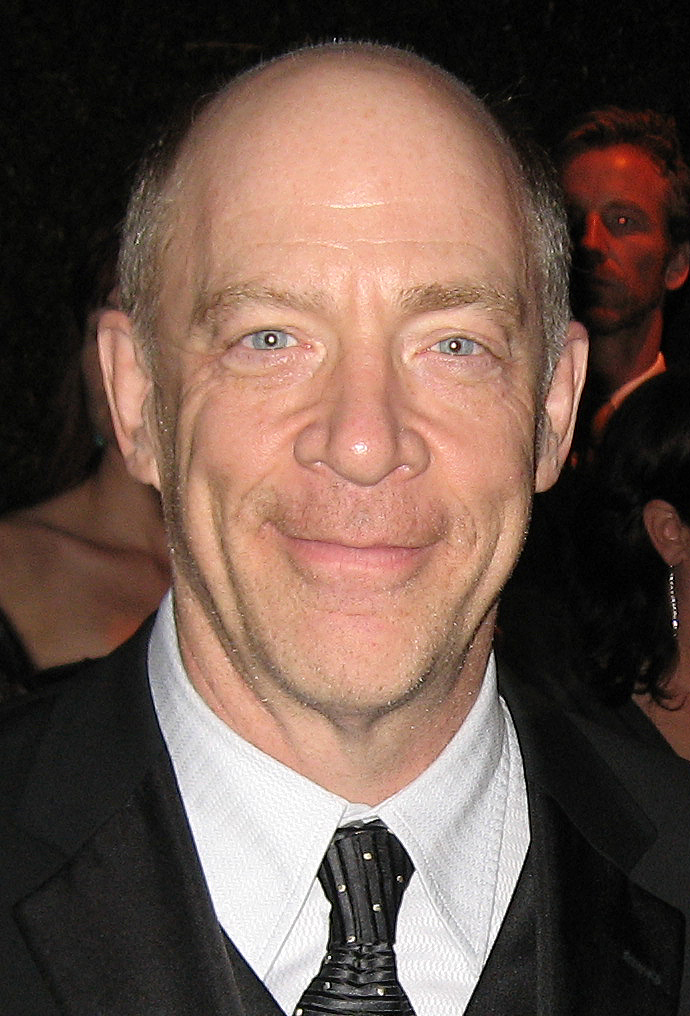
J·K·西蒙斯（圖）憑《進擊的鼓手》榮獲奥斯卡最佳男配角奖

《進擊的鼓手》是一部於2014年上映的美國劇情片，由达米恩·查泽雷自編自導，劇情取材自查泽雷就學時參加爵士樂團的真實經歷。該片由麥爾斯·泰勒、J·K·西蒙斯與保羅·萊瑟等人主演，劇情講述一名胸懷壯志的鼓手安德魯（泰勒飾演）在嚴師佛烈契（西蒙斯飾演）的魔鬼訓練之下，身心備受折磨，整個人都變了個樣。
該片於2014年1月16日在美國第30屆日舞影展上首映，並拿下劇情片類別的評審團大獎和觀眾獎。接著，該片於同年10月在美國院線上映，由索尼經典電影擔任發行商，最終全球總票房達4,800萬美元，對比僅330萬美元的製作預算可謂大獲成功。影評匯總網站爛蕃茄收集的289篇影評中，有93%給予該片好評，而另一網站Metacritic則根據48篇影評，給出了88分的評價。
本列表列出52個獎或影展給予本片的115個獎項提名。在第87屆奧斯卡金像獎頒獎典禮上，該片入圍五項大獎，拿下其中的最佳男配角（西蒙斯）、最佳影片剪辑（湯姆·克洛斯）和最佳音响效果。

## 榮譽
註：此處僅列出主流獎項，並按照頒獎時間順序排列。
| 獎名/影展名                    | 頒獎日期       | 獎項                                | 入圍者                                                      | 結果 | 來源          |
| ------------------------------ | -------------- | ----------------------------------- | ----------------------------------------------------------- | ---- | ------------- |
| 圣丹斯电影节                   | 2014年1月25日  | 觀眾獎 （劇情片）                   | 《進擊的鼓手》                                              | 獲獎 | [ 3 ] [ 8 ]   |
| 圣丹斯电影节                   | 2014年1月25日  | 評審團大獎 （劇情片）               | 《進擊的鼓手》                                              | 獲獎 | [ 3 ] [ 8 ]   |
| 戛纳电影节                     | 2014年5月24日  | 酷兒金棕櫚獎                        | 達米恩·查澤雷                                               | 提名 | [ 9 ]         |
| 多维尔美国电影节               | 2014年9月13日  | 觀眾獎                              | 《進擊的鼓手》                                              | 獲獎 | [ 10 ]        |
| 多维尔美国电影节               | 2014年9月13日  | 特別大獎                            | 《進擊的鼓手》                                              | 獲獎 | [ 10 ]        |
| 卡加利國際電影節               | 2014年10月1日  | 觀眾票選獎最佳故事                  | 達米恩·查澤雷                                               | 獲獎 | [ 11 ]        |
| 磨坊谷電影節                   | 2014年10月12日 | 觀眾獎 （最佳美國電影）             | 達米恩·查澤雷                                               | 獲獎 | [ 12 ]        |
| 瓦拉多利德國際影展             | 2014年10月25日 | Pilar Miró獎 （最佳新人導演）       | 達米恩·查澤雷                                               | 獲獎 | [ 13 ]        |
| 瓦拉多利德國際影展             | 2014年10月25日 | 金釘獎（Golden Spike） （最佳電影） | 《進擊的鼓手》                                              | 提名 | [ 13 ]        |
| Camerimage電影攝影藝術國際影展 | 2014年11月22日 | 最佳導演處女作                      | 達米恩·查澤雷                                               | 提名 | [ 14 ]        |
| 塔林黑夜影展                   | 2014年11月29日 | 最佳北美獨立電影                    | 達米恩·查澤雷                                               | 提名 | [ 15 ]        |
| 紐約影評人協會獎               | 2014年12月1日  | 最佳男配角                          | J·K·西蒙斯                                                  | 獲獎 | [ 16 ]        |
| 哥譚獨立電影獎                 | 2014年12月1日  | 最佳男主角                          | 麥爾斯·泰勒                                                 | 提名 | [ 17 ]        |
| 洛杉磯影評人協會獎             | 2014年12月7日  | 最佳男配角                          | J·K·西蒙斯                                                  | 獲獎 | [ 18 ]        |
| 纽约在线影评人协会獎           | 2014年12月7日  | 最佳男配角                          | J·K·西蒙斯                                                  | 獲獎 | [ 19 ]        |
| 波士頓影評人協會獎             | 2014年12月7日  | 最佳男配角                          | J·K·西蒙斯                                                  | 獲獎 | [ 20 ]        |
| 华盛顿特区影评人协会獎         | 2014年12月8日  | 最佳影片                            | 《進擊的鼓手》                                              | 提名 | [ 21 ]        |
| 华盛顿特区影评人协会獎         | 2014年12月8日  | 最佳導演                            | 達米恩·查澤雷                                               | 提名 | [ 21 ]        |
| 华盛顿特区影评人协会獎         | 2014年12月8日  | 最佳男配角                          | J·K·西蒙斯                                                  | 獲獎 | [ 21 ]        |
| 华盛顿特区影评人协会獎         | 2014年12月8日  | 最佳原创剧本                        | 達米恩·查澤雷                                               | 提名 | [ 21 ]        |
| 华盛顿特区影评人协会獎         | 2014年12月8日  | 最佳剪輯                            | 湯姆·克洛斯                                                 | 提名 | [ 21 ]        |
| 非裔美國人影評人協會獎         | 2014年12月8日  | 最佳男配角                          | J·K·西蒙斯                                                  | 獲獎 | [ 22 ]        |
| 美国电影学会獎                 | 2014年12月9日  | 年度十大電影                        | 《進擊的鼓手》                                              | 獲獎 | [ 23 ]        |
| 旧金山影评人协会獎             | 2014年12月14日 | 最佳影片                            | 《進擊的鼓手》                                              | 提名 | [ 24 ]        |
| 旧金山影评人协会獎             | 2014年12月14日 | 最佳男配角                          | J·K·西蒙斯                                                  | 提名 | [ 24 ]        |
| 旧金山影评人协会獎             | 2014年12月14日 | 最佳原創劇本                        | 達米恩·查澤雷                                               | 提名 | [ 24 ]        |
| 旧金山影评人协会獎             | 2014年12月14日 | 最佳剪輯                            | 湯姆·克洛斯                                                 | 提名 | [ 24 ]        |
| 芝加哥影评人协会獎             | 2014年12月15日 | 最佳影片                            | 《進擊的鼓手》                                              | 提名 | [ 25 ] [ 26 ] |
| 芝加哥影评人协会獎             | 2014年12月15日 | 最佳男配角                          | J·K·西蒙斯                                                  | 獲獎 | [ 25 ] [ 26 ] |
| 芝加哥影评人协会獎             | 2014年12月15日 | 最佳剪輯                            | 湯姆·克洛斯                                                 | 獲獎 | [ 25 ] [ 26 ] |
| 芝加哥影评人协会獎             | 2014年12月15日 | 最佳原创剧本                        | 達米恩·查澤雷                                               | 提名 | [ 25 ] [ 26 ] |
| 芝加哥影评人协会獎             | 2014年12月15日 | 最有前途的電影人                    | 達米恩·查澤雷                                               | 獲獎 | [ 25 ] [ 26 ] |
| 圣路易斯影评人协会             | 2014年12月15日 | 最佳藝術片（Best Arthouse Film）    | 《進擊的鼓手》                                              | 獲獎 | [ 27 ] [ 28 ] |
| 圣路易斯影评人协会             | 2014年12月15日 | 最佳男配角                          | J·K·西蒙斯                                                  | 獲獎 | [ 27 ] [ 28 ] |
| 圣路易斯影评人协会             | 2014年12月15日 | 最佳原創劇本                        | 達米恩·查澤雷                                               | 提名 | [ 27 ] [ 28 ] |
| 圣路易斯影评人协会             | 2014年12月15日 | 最佳音樂原聲帶                      | 《進擊的鼓手》                                              | 提名 | [ 27 ] [ 28 ] |
| 圣路易斯影评人协会             | 2014年12月15日 | 最佳橋段                            | 「片尾打鼓獨奏」（Finale drum solo）                        | 提名 | [ 27 ] [ 28 ] |
| 达拉斯—沃斯堡影评人协会獎      | 2014年12月15日 | 最佳男配角                          | J·K·西蒙斯                                                  | 獲獎 | [ 29 ]        |
| 底特律影评人协会獎             | 2014年12月15日 | 最佳影片                            | 《進擊的鼓手》                                              | 提名 | [ 30 ]        |
| 底特律影评人协会獎             | 2014年12月15日 | 最佳導演                            | 達米恩·查澤雷                                               | 提名 | [ 30 ]        |
| 底特律影评人协会獎             | 2014年12月15日 | 最佳男配角                          | J·K·西蒙斯                                                  | 獲獎 | [ 30 ]        |
| 底特律影评人协会獎             | 2014年12月15日 | 最佳劇本                            | 達米恩·查澤雷                                               | 提名 | [ 30 ]        |
| 底特律影评人协会獎             | 2014年12月15日 | 最佳突破                            | 達米恩·查澤雷                                               | 獲獎 | [ 30 ]        |
| 聖地牙哥影評人協會獎           | 2014年12月15日 | 最佳男配角                          | J·K·西蒙斯                                                  | 提名 | [ 31 ]        |
| 在线影评人协会獎               | 2014年12月15日 | 最佳影片                            | 《進擊的鼓手》                                              | 提名 | [ 32 ]        |
| 在线影评人协会獎               | 2014年12月15日 | 最佳男配角                          | J·K·西蒙斯                                                  | 提名 | [ 32 ]        |
| 在线影评人协会獎               | 2014年12月15日 | 最佳原創劇本                        | 達米恩·查澤雷                                               | 提名 | [ 32 ]        |
| 在线影评人协会獎               | 2014年12月15日 | 最佳剪輯                            | 湯姆·克洛斯                                                 | 提名 | [ 32 ]        |
| 奥斯汀影评人协会               | 2014年12月17日 | 最佳男配角                          | J·K·西蒙斯                                                  | 獲獎 | [ 33 ]        |
| 鄉村之音電影評選獎             | 2014年12月17日 | 最佳電影                            | 《進擊的鼓手》                                              | 提名 | [ 34 ] [ 35 ] |
| 鄉村之音電影評選獎             | 2014年12月17日 | 最佳男配角                          | J·K·西蒙斯                                                  | 獲獎 | [ 34 ] [ 35 ] |
| 佛罗里达影评人协会獎           | 2014年12月19日 | 最佳男配角                          | J·K·西蒙斯                                                  | 獲獎 | [ 36 ]        |
| 佛罗里达影评人协会獎           | 2014年12月19日 | 寶琳·凱爾突破獎                     | 達米恩·查澤雷                                               | 獲獎 | [ 36 ]        |
| 棕榈泉国际电影节               | 2015年1月3日   | 聚光燈獎（Spotlight Award）         | J·K·西蒙斯                                                  | 獲獎 | [ 37 ]        |
| 多伦多影评人协会獎             | 2015年1月6日   | 最佳男配角                          | J·K·西蒙斯                                                  | 獲獎 | [ 38 ]        |
| 休斯顿影评人协会獎             | 2015年1月10日  | 最佳影片                            | 《進擊的鼓手》                                              | 提名 | [ 39 ] [ 40 ] |
| 休斯顿影评人协会獎             | 2015年1月10日  | 最佳導演                            | 達米恩·查澤雷                                               | 提名 | [ 39 ] [ 40 ] |
| 休斯顿影评人协会獎             | 2015年1月10日  | 最佳男配角                          | J·K·西蒙斯                                                  | 獲獎 | [ 39 ] [ 40 ] |
| 休斯顿影评人协会獎             | 2015年1月10日  | 最佳劇本                            | 達米恩·查澤雷                                               | 提名 | [ 39 ] [ 40 ] |
| 金球獎                         | 2015年1月11日  | 最佳電影男配角                      | J·K·西蒙斯                                                  | 獲獎 | [ 41 ]        |
| 女性电影记者联盟               | 2015年1月12日  | 最佳男配角                          | J·K·西蒙斯                                                  | 獲獎 | [ 42 ] [ 43 ] |
| 女性电影记者联盟               | 2015年1月12日  | 最佳剪輯                            | 湯姆·克洛斯                                                 | 提名 | [ 42 ] [ 43 ] |
| 评论家选择电影奖               | 2015年1月15日  | 最佳電影                            | 《進擊的鼓手》                                              | 提名 | [ 44 ]        |
| 评论家选择电影奖               | 2015年1月15日  | 最佳男配角                          | J·K·西蒙斯                                                  | 獲獎 | [ 44 ]        |
| 评论家选择电影奖               | 2015年1月15日  | 最佳劇本                            | 達米恩·查澤雷                                               | 提名 | [ 44 ]        |
| 评论家选择电影奖               | 2015年1月15日  | 最佳剪輯                            | 湯姆·克洛斯                                                 | 提名 | [ 44 ]        |
| 伦敦影评人协会獎               | 2015年1月18日  | 年度最佳電影                        | 《進擊的鼓手》                                              | 提名 | [ 45 ] [ 46 ] |
| 伦敦影评人协会獎               | 2015年1月18日  | 年度最佳編劇                        | 達米恩·查澤雷                                               | 提名 | [ 45 ] [ 46 ] |
| 伦敦影评人协会獎               | 2015年1月18日  | 年度最佳男配角                      | J·K·西蒙斯                                                  | 獲獎 | [ 45 ] [ 46 ] |
| 伦敦影评人协会獎               | 2015年1月18日  | 年度最佳技術成就                    | 湯姆·克洛斯                                                 | 提名 | [ 45 ] [ 46 ] |
| 美國選角協會獎                 | 2015年1月22日  | 最佳劇情長片或獨立劇情片選角        | 泰瑞·泰勒（Terri Taylor）                                               | 提名 | [ 47 ]        |
| 美國製片人協會獎               | 2015年1月24日  | 最佳院線電影                        | 《進擊的鼓手》——傑森·布倫、海倫·艾斯特布洛克與大衛·蘭卡斯特 | 提名 | [ 48 ]        |
| 美國演員工會獎                 | 2015年1月25日  | 最佳男配角                          | J·K·西蒙斯                                                  | 獲獎 | [ 49 ]        |
| 國際線上影評人投票獎           | 2015年1月26日  | 最佳男配角                          | J·K·西蒙斯                                                  | 獲獎 | [ 50 ]        |
| 美國電影剪輯師協會獎           | 2015年1月30日  | 最佳劇情長片剪輯——劇情片            | 湯姆·克洛斯                                                 | 提名 | [ 51 ]        |
| 澳大利亞影視藝術學院獎         | 2015年1月31日  | 國際獎最佳電影                      | 《進擊的鼓手》                                              | 提名 | [ 52 ] [ 53 ] |
| 澳大利亞影視藝術學院獎         | 2015年1月31日  | 國際獎最佳導演                      | 達米恩·查澤雷                                               | 提名 | [ 52 ] [ 53 ] |
| 澳大利亞影視藝術學院獎         | 2015年1月31日  | 國際獎最佳劇本                      | 達米恩·查澤雷                                               | 提名 | [ 52 ] [ 53 ] |
| 澳大利亞影視藝術學院獎         | 2015年1月31日  | 國際獎最佳男配角                    | J·K·西蒙斯                                                  | 獲獎 | [ 52 ] [ 53 ] |
| 聖芭芭拉影展                   | 2015年2月1日   | 大師獎（Virtuosos Award）           | J·K·西蒙斯                                                  | 獲獎 | [ 54 ]        |
| 英国电影学院奖                 | 2015年2月8日   | 最佳导演                            | 達米恩·查澤雷                                               | 提名 | [ 55 ]        |
| 英国电影学院奖                 | 2015年2月8日   | 最佳原创剧本                        | 達米恩·查澤雷                                               | 提名 | [ 55 ]        |
| 英国电影学院奖                 | 2015年2月8日   | 最佳男配角                          | J·K·西蒙斯                                                  | 獲獎 | [ 55 ]        |
| 英国电影学院奖                 | 2015年2月8日   | 最佳剪輯                            | 湯姆·克洛斯                                                 | 獲獎 | [ 55 ]        |
| 英国电影学院奖                 | 2015年2月8日   | 最佳音效                            | 克雷格·曼、班·威爾金斯與湯瑪斯·柯利                         | 獲獎 | [ 55 ]        |
| 美国编剧工会奖                 | 2015年2月14日  | 最佳原創劇本                        | 達米恩·查澤雷                                               | 提名 | [ 56 ]        |
| 電影音效剪輯協會獎             | 2015年2月15日  | 最佳英語劇情長片剪輯                | 克雷格·曼、班·威爾金斯、喬·薛夫（Joe Schiff）與勞倫·哈達威（Lauren Hadaway）        | 提名 | [ 57 ]        |
| 電影音效剪輯協會獎             | 2015年2月15日  | 最佳音樂電影剪輯                    | 克雷格·曼、班·威爾金斯與理察·韓德森（Richard Henderson）                     | 提名 | [ 57 ]        |
| 卫星奖                         | 2015年2月16日  | 最佳電影                            | 《進擊的鼓手》                                              | 提名 | [ 58 ] [ 59 ] |
| 卫星奖                         | 2015年2月16日  | 最佳導演                            | 達米恩·查澤雷                                               | 提名 | [ 58 ] [ 59 ] |
| 卫星奖                         | 2015年2月16日  | 最佳男主角                          | 麥爾斯·泰勒                                                 | 提名 | [ 58 ] [ 59 ] |
| 卫星奖                         | 2015年2月16日  | 最佳男配角                          | J·K·西蒙斯                                                  | 獲獎 | [ 58 ] [ 59 ] |
| 卫星奖                         | 2015年2月16日  | 最佳音效                            | 克雷格·曼、班·威爾金斯與湯瑪斯·柯利                         | 獲獎 | [ 58 ] [ 59 ] |
| 獨立精神獎                     | 2015年2月21日  | 最佳影片                            | 《進擊的鼓手》                                              | 提名 | [ 60 ]        |
| 獨立精神獎                     | 2015年2月21日  | 最佳導演                            | 達米恩·查澤雷                                               | 提名 | [ 60 ]        |
| 獨立精神獎                     | 2015年2月21日  | 最佳男配角                          | J·K·西蒙斯                                                  | 獲獎 | [ 60 ]        |
| 獨立精神獎                     | 2015年2月21日  | 最佳剪輯                            | 湯姆·克洛斯                                                 | 獲獎 | [ 60 ]        |
| 奥斯卡金像奖                   | 2015年2月22日  | 最佳影片                            | 《進擊的鼓手》——傑森·布倫、海倫·艾斯特布洛克與大衛·蘭卡斯特 | 提名 | [ 7 ]         |
| 奥斯卡金像奖                   | 2015年2月22日  | 最佳男配角                          | J·K·西蒙斯                                                  | 獲獎 | [ 7 ]         |
| 奥斯卡金像奖                   | 2015年2月22日  | 最佳改編劇本                        | 達米恩·查澤雷                                               | 提名 | [ 7 ]         |
| 奥斯卡金像奖                   | 2015年2月22日  | 最佳影片剪辑                        | 湯姆·克洛斯                                                 | 獲獎 | [ 7 ]         |
| 奥斯卡金像奖                   | 2015年2月22日  | 最佳音响效果                        | 克雷格·曼、班·威爾金斯與湯瑪斯·柯利                         | 獲獎 | [ 7 ]         |
| MTV影視大獎                    | 2015年4月12日  | 最佳電影                            | 《進擊的鼓手》                                              | 提名 | [ 61 ]        |
| MTV影視大獎                    | 2015年4月12日  | 最佳電影男演員                      | 麥爾斯·泰勒                                                 | 提名 | [ 61 ]        |
| MTV影視大獎                    | 2015年4月12日  | 最佳音樂橋段                        | 麥爾斯·泰勒                                                 | 提名 | [ 61 ]        |
| MTV影視大獎                    | 2015年4月12日  | 最虐心橋段                          | 麥爾斯·泰勒                                                 | 提名 | [ 61 ]        |
| MTV影視大獎                    | 2015年4月12日  | 最佳反派                            | J·K·西蒙斯                                                  | 提名 | [ 61 ]        |
| 土星獎                         | 2015年6月25日  | 最佳獨立電影                        | 《進擊的鼓手》                                              | 獲獎 | [ 62 ] [ 63 ] |
| 土星獎                         | 2015年6月25日  | 最佳男配角                          | J·K·西蒙斯                                                  | 提名 | [ 62 ] [ 63 ] |
| 土星獎                         | 2015年6月25日  | 最佳編劇                            | 達米恩·查澤雷                                               | 提名 | [ 62 ] [ 63 ] |
| 日刊體育電影大獎               | 2015年12月28日 | 最佳外國電影                        | 《進擊的鼓手》                                              | 獲獎 | [ 64 ]        |
| 比利時影評人協會獎             | 2016年1月9日   | 頭等獎                              | 《進擊的鼓手》                                              | 提名 | [ 65 ]        |
| 葛萊美獎                       | 2016年2月15日  | 最佳影視原聲配樂專輯                | 賈斯汀·赫維玆                                               | 提名 | [ 66 ]        |
| 波迪獎                         | 2016年3月5日   | 最佳美國電影                        | 《進擊的鼓手》                                              | 提名 | [ 67 ]        |

## 備註
1. ↑  與《控制》的演員泰勒·派瑞並列。

## 外部連結
- 網際網路電影資料庫（IMDb）上的《進擊的鼓手》獲獎列表 （页面存档备份，存于）（英文）